# طاقة صوتية
طاقة صوتية(بالإنجليزي: Sound energy) تنتقل عبر جزيئات الوسط المادي دون انتقال الجزيئات ,تعرف كالتالي :
{\displaystyle W=W_{\mathrm {pot} }+W_{\mathrm {kin} }=\int _{V}{\frac {p^{2}}{2\rho _{0}c^{2}}}dV+\int _{V}{\frac {\rho v^{2}}{2}}dV}
حيث أن:
- {\displaystyle p} ضغط الصوت
- {\displaystyle v} سرعة الجسيمات
- {\displaystyle \rho _{0}} الكثافة
- {\displaystyle c} سرعة الصوت